# Cominvest

Logo

Cominvest war 2002 bis 2010 eine Kapitalanlagegesellschaft und ursprünglich eine Tochtergesellschaft der Commerzbank, dann der Allianz. Danach erfolgte eine Weiternutzung der Marke, heute für einen Robo-Advisor der Commerzbank.

## Geschichte

### Vorgeschichte
1949 gründeten vier Banken die ADIG Allgemeine Deutsche Investment-Gesellschaft. Sie legte ein Jahr später mit Fondra (Fonds für Renten und Aktien) und Fondak (Fonds für deutsche Aktien) die ersten deutschen Investmentfonds auf. 1951 beteiligte sich auch die Commerzbank am Unternehmen, das sich zu einem Vorreiter der Branche entwickelte.

### Entstehung von Cominvest
1999 wurde die ADIG schließlich komplett von der Commerzbank übernommen. Diese führte die ADIG mit der hauseigenen Kapitalanlagegesellschaft CommerzInvest und den Finanzanalysten der Commerz Asset Managers zusammen. Hierdurch entstand eine neue Tochtergesellschaft namens Cominvest. ADIG wurde zunächst als Marke für den Vertrieb von Publikumsfonds weiter genutzt.
Das Angebot von Cominvest richtete sich von Anfang an sowohl an Privatanleger als auch an institutionelle Kunden. Nach dem Platzen der Dotcom-Blase konzentrierte sich Cominvest ab 2003 in erster Linie auf Anlagen im europäischen Raum. Aufgrund stagnierender Geschäfte musste das Unternehmen mehrere Fonds schließen und gab als Konsequenz die Marke ADIG vollständig auf, wodurch Cominvest 2006 zu einer wichtigen Marke für Investmentfonds der Commerzbank avancierte. Es wurde in den Ausbau des Vertriebsnetzes und die Entwicklung neuer Produkte investiert, darunter beispielsweise der Aktienfonds Fondak für Europa. Das verwaltete Vermögen des Unternehmens verdoppelte sich in den folgenden Jahren nahezu.

### Cominvest unter Allianz und Ebase
2009 wurde Cominvest an die Allianz verkauft. Dieser Schritt war Teil der Vereinbarung zur Übernahme der Dresdner Bank durch die Commerzbank. Bei der Allianz kam Cominvest unter das Dach von Allianz Global Investors (AGI). Daraufhin mussten zahlreiche Cominvest-Mitarbeiter das Unternehmen verlassen, diverse Fonds wurden geschlossen. Nach der Löschung von Cominvest aus dem Handelsregister gab AGI die Marke im Jahr 2010 endgültig auf.

### Nachnutzung der Marke
Von 2011 bis 2016 nutzte die European Bank for Financial Services (Ebase) die Marke Cominvest für ihre Fondsplattform, die heute Finvesto heißt.
Anfang 2017 führte Comdirect unter dem Namen Cominvest einen digitalen Anlageservice ein, der insbesondere Privatanleger bei Investitionen in Wertpapiere unterstützen soll. Das Angebot erhielt überregionale Beachtung, weil damit nach etlichen Startups in der Finanzbranche erstmals eine etablierte Bank ein derartiges Produkt lancierte. Ende September 2017 verwaltete Cominvest bereits ein Vermögen in Höhe von über 150 Millionen Euro. Zudem kündigte die Commerzbank Pläne für die Einführung von Cominvest an.